# Livro da Ensinança de Bem Cavalgar Toda Sela
O Livro da Ensinança de Bem Cavalgar Toda Sela é um livro escrito por D. Duarte I de Portugal, deixado incompleto com a morte do rei em 1438. É um dos manuais mais antigos sobre hipismo e justa equestre medieval.
Junto ao Leal Conselheiro, outro livro escrito por D. Duarte, o único manuscrito completo do Livro de Bem Cavalgar é mantido na Biblioteca Nacional da França, em Paris.

## Literatura
- Livro da ensinança de bem cavalgar toda sela, escrito pelo Senhor Dom Duarte, Rei de Portugal e do Algarve e Segnhor de Ceuta, trascrito do manuscrito extante na Biblioteca Real de Paris, Typ. Rollandiana, Lisboa, 1843
- «The Royal Book of Jousting, Horsemanship and Knightly Combat.». The Chivalry Bookshelf, 2005, ISBN 1-891448-34-x
- Piel Joseph M. (ed.), Livro da Ensinança de Bem Cavalgar Toda Sela que fez Elrey Dom Eduarte de Portugal e do Algarve e Senhor de Ceuta, Lisbon, 1944